# Oro Mensah
Oliver Sauter (Lagos, 9 de maio de 1995) é um lutador profissional suíço contratado pela WWE, onde atua na marca NXT sob o nome no ringue Oro Mensah como membro do stable The Meta-Four. Ele também é conhecido por seu tempo na NXT UK sob o nome de ringue Oliver Carter, onde se tornou um campeão de duplas da NXT UK ao lado de Ashton Smith.
Antes de ingressar na WWE, Sauter competiu em várias promoções europeias, mais notavelmente Westside Xtreme Wrestling (WxW) e German Wrestling Federation (GWF) sob o nome no ringue Mr. Exotic Erotic.